# Санш II
Санш II (баск.: Antso, гаск.: Sans Sancion, д/н — 864) — герцог Васконі в 836—852 роках.

## Життєпис
Походив з династії Гатонідів (Гасконський дім). Старший син Санша I Лупа, герцога Васконії. Про народження та молоді роки замало відомостей. У 836 році після загибелі старшого брата Аснар Санша успадкував графство Васконія. Оголосив себе герцогом. Продовжив боротьбу проти Піпіна I, короля Аквітанії. Втім боротьбу перервала смерть останнього у 838 році.
Аквітанська знать обрала новим королем Піпіна II, сина Піпіна I. Проте імператор Людовик I вирішив передати Аквітанію синові Карлу, який 839 року зумів зайняти Аквітанію. За цих обставин Санш II спочатку підтримував Піпіна II, розраховуючи за допомогу отримати визнання себе герцогом. Проте Піпін II вирішив послабити васконських правителів, призначивши герцогом родича Санша II — Семена, графа Бордо. Ситуацію змінило вторгнення норманів, які перемогли та стратили останнього.
Тоді Піпін II призначив герцогом Васконії якогось Вільгельма. В боротьбі проти того Санш II вступив в союз з Карлом, королем Аквітанії. У 848 році переміг Вільгельма, захопивши Бордо. Слідом за цим успішно боровся проти Піпіна II, якого 852 року захопив у полон, а потім передав Карлу Аквітанському. За це той визнав Санша II герцогом Васконії.
У 853 році брав участь у поході проти держави Бану-Касі (номінального васала Кордовського халіфату), але франкське військо зазнало поразки, а Санш II потрапив у полон. Завдяки клопотанню короля Карла II Лисого був звільнений.
Помер у 864 році. Трон успадкував небіж Арно.

## Родина
- Санш (д/н—бл. 893), герцог Гасконі